# 汕尾島嶼
中國廣東省汕尾市共有大約21個島嶼，當中大部份島嶼都是位於紅海灣至汕尾半島的南中國海水域。就行政隶属而言，汕尾市區佔島嶼數最多。同時，汕尾是全廣東省境內唯一擁有珊瑚島的地級市（即南海諸島中的東沙群島，歸陸豐市控制，但有關主權問題仍未解決）。
由於汕尾市的島嶼大部份是遠離市區，而且島嶼的地處的水域比較風高浪急，故現時汕尾大部份島嶼仍然是未開發的荒島。

## 主要島嶼
- 汕尾城區
  - 嶼仔島（汕尾城區第一大島）
  - 萊嶼島
  - 龜齡島
  - 牛皮洲
  - 赤洲
  - 青嶼
  - 鷹嶼
  - 金嶼
  - 小金嶼
  - 大礁島
  - 前嶼
  - 石牌
- 海豐縣
  - 芒嶼島（汕尾第一大島）
  - 江牡島
  - 雞心石
- 陸豐市
  - 甲子嶼
  - 大嶼
  - 大士
  - 疊石
  - 雞蘭礁
  - 東桔礁
  - 大礁母
  - 宮仔礁
  - 漁翁礁
  - 眠礁

## 淡水帶島嶼
- 公平島（海豐縣北部之公平水庫最大島嶼）

## 珊瑚島
- 東沙島（東沙群島中最大島嶼，中華人民共和國（汕尾陸豐市）和中華民國（高雄旗津區）皆聲稱有此島嶼的控制權。現時中華民國在此島建有軍事機場和訓練基地。）
- 北衛灘（東沙群島的島嶼之一，原因大致同上）

## 已消失島嶼
- 沙舌（地處汕尾城區市中心以南，汕尾港和品清湖交界處，曾為海上約30個礁石的總稱。為方便船隻進入品清湖，此群島已建填海與汕尾半島西北部的崩坎角陸地相連）
- 白沙半島（地處汕尾城區最東端、汕尾半島東面水域。原為汕尾第一大島，現已由一陸堤相連）
- 馬宮（地處汕尾城區最西端，島嶼已因城市的發展而與大陸連接）